# Robert Louis Dressler
Robert Louis Dressler (Condado de Taney, Estados Unidos, 2 de junio de 1927-Paraíso, Costa Rica, 15 de octubre de 2019) era un botánico y profesor estadounidense. Se especializaba en orquídeas.
En 1951 obtuvo su B.A. en la Universidad del Sur de California, y en 1957 su Ph.D. en la Harvard University.
Era investigador y conservador en el Jardín Botánico de Misuri y profesor en la Universidad de Florida.

## Algunas publicaciones
- 1996. The Encyclia pygmaea complex, with a new Central American species, Encyclia racemifera. Lindleyana 11: 37-40
- 1993. Field Guide to the Orchids of Costa Rica & Panama. Cornell University Press
- 1990. Acrorchis, a new genus from the mountains of Panama & Costa Rica. Orquidea (Mex.) 12: 11-17
- 1984. Palmorchis en Panama, una nueva especie donde menos se le esperaba. Orquídea (Mex.) 9: 213-230
- 1983. Classification of the orchids and their probable origin. Telopea 2: 413-424
- 1981. The Orchids: Natural History & Classification. Harvard University Press
- 1979. Salpistele, un género nuevo de las Pleurothallidinae. Orquideologia 14: 3-17.

## Honores
Género
- (Orchidaceae) Dressleria Dodson[2]

Más de 130 especies
- (Araceae) Dracontium dressleri Croat[3]

- (Araceae) Philodendron dressleri G.S.Bunting[4]

- (Araceae) Spathiphyllum dressleri Croat & F.Cardona[5]

- (Asclepiadaceae) Marsdenia dressleri Spellman[6]

- (Asteraceae) Sciadocephala dressleri R.M.King & H.Rob.[7]

- (Begoniaceae) Begonia dressleri Burt-Utley[8]

- (Bignoniaceae) Parmentiera dressleri A.H.Gentry[9]

- (Bromeliaceae) Tillandsia dressleri L.B.Sm.[10]

- (Bromeliaceae) Werauhia dressleri (Rauh) J.R.Grant[11]

- (Caesalpiniaceae) Macrolobium dressleri R.S.Cowan[12]

- (Campanulaceae) Lobelia dressleri Wilbur[13]

- (Commelinaceae) Plowmanianthus dressleri Faden & C.R.Hardy[14]

- (Cucurbitaceae) Cyclanthera dressleri Wunderlin[15]

- (Dilleniaceae) Doliocarpus dressleri Aymard[16]

- (Dryopteridaceae) Tectaria dressleri A.Rojas[17]

- (Euphorbiaceae) Euphorbia dressleri V.W.Steinm.[18]

- (Malvaceae) Herissantia dressleri Fryxell[19]

- (Marantaceae) Calathea dressleri H.Kenn.[20]

- (Marcgraviaceae) Marcgravia dressleri Gir.-Cañas[21]

- (Myrsinaceae) Ardisia dressleri Pipoly & Ricketson[22]

- (Orchidaceae) Campylocentrum dressleri H.Dietr. & M.A.Díaz[23]

- (Orchidaceae) Coccineorchis dressleri Szlach., Rutk. & Mytnik[24]

- (Orchidaceae) Dichaea dressleri Folsom[25]

- (Orchidaceae) Epidendrum dressleri Hágsater[26]

- (Orchidaceae) Gongora dressleri Jenny[27]

- (Orchidaceae) Triaristellina dressleri (Luer) Rauschert[28]

- (Orchidaceae) Vanilla dressleri Soto Arenas[29]

- (Poaceae) Arberella dressleri Soderstr. & C.E.Calderón[30]

- (Rubiaceae) Psychotria dressleri (Dwyer) C.W.Ham.[31]

- (Zamiaceae) Zamia dressleri D.W.Stev.[32]

- (Zingiberaceae) Renealmia dressleri Maas[33]

- La abreviatura «Dressler» se emplea para indicar a Robert Louis Dressler como autoridad en la descripción y clasificación científica de los vegetales.[34]